# Hugh Cross
Hugh W. Cross (né le 24 août 1896 et décédé le 15 octobre 1972) est un homme politique américain et ancien gouverneur adjoint républicain de l'Illinois.